# Testudinaria
Testudinaria là một chi nhện trong họ Araneidae.